# Will Janowitz
Will Janowitz (New York, 25 mei 1980) is een Amerikaans acteur en scenarioschrijver.

## Biografie
Janowitz werd geboren in New York bij een Tsjechische moeder en een Duitse vader. Hij studeerde in 2000 af aan de School of Arts van Universiteit van North Carolina. Na zijn studie begon hij meteen met professioneel acteren.
Janowitz begon in 1999 met acteren in de film Terror Firmer, waarna hij nog meerdere rollen speelde in films en televisieseries.

## Filmografie

### Films
Uitgezonderd korte films.
- 2024 Bang Bang - als Dylan
- 2022 Doula - als de priester
- 2019 Crshd - als Tony
- 2017 Bikini Moon - als Trevor
- 2016 Youth in Oregon - als Ralph
- 2016 Little Boxes - als Steve
- 2014 H. - als Alex
- 2013 The Volunteer – als Joe
- 2013 B-Side – als Evan
- 2012 Ex-Girlfriends – als Matt
- 2012 Exposed – als Alexi Krustonovich
- 2010 Superego – als Dr. Charlie Knight
- 2010 Odd Jobs – als de regisseur
- 2009 Taking Woodstock – als Chip Monck
- 2009 The People v. Leo Frank – als Leo Frank
- 2007 Babylon Fields – als Jimmy Viskupic
- 2007 Mattie Fresno and the Holoflux Universe – als oost-Europese lab medewerker
- 2006 Bristol Boys – als Corey
- 2005 David & Layla – als Woody Fine
- 2005 Backseat – als Frankie
- 2000 George Washington – als medewerker spoorwegen
- 1999 Terror Firmer – als Partier

### Televisieseries
Uitgezonderd eenmalige gastrollen.
- 2024 Law & Order: Organized Crime - als Eric Bonner - 2 afl.
- 2012-2013 Boardwalk Empire – als Hymie Weiss – 5 afl.
- 2002-2006 The Sopranos – als Finn Detrolio – 14 afl.

### Computerspellen
- 2008 Midnight Club: Los Angeles – als diverse karakters
- 2005 Grand Theft Auto: Liberty City Stories – als Donald Love

### Scenarioschrijver
- 2024 Bang Bang - film
- 2022 Doula - film
- 2017 Troll - korte film
- 2010 Superego – film
- 2010 John Sharnhorst – korte film
- 2007 Gnome – korte film

- Library of Congress Control Number: no2009194072
- Virtual International Authority File: 103536988
- WorldCat: E39PBJcBWtpdH3ktPxrgbP4KBP